# Ángel Norberto Coerezza
Ángel Norberto Coerezza, né le 24 octobre 1933, est un ancien arbitre argentin de football. Il débuta en 1953, fut arbitre international dès 1963 jusqu’en 1978.

## Carrière
Il a officié dans des compétitions majeures : 
- Coupe du monde de football de 1970 (2 matchs)
- JO 1976 (1 match)
- Coupe du monde de football de 1978 (1 match)